# Санд, Морис
Морис Дюдеван-Санд (или Занд; фр. Maurice Dudevant-Sand; 30 июня 1823, Париж, Франция — 4 сентября 1889, Ноан-Вик, Франция) — французский рисовальщик, живописец, поэт, писатель. Сын знаменитой французской писательницы Жорж Санд и её мужа барона Франсуа Казимира Дюдевана.

## Биография
Вначале занимался живописью под руководством Эжена Делакруа и выставлял в парижских салонах свои умно, наивно и поэтично сочинённые и мило исполненные картины и рисунки на сюжеты, заимствованные преимущественно из французских народных легенд и сказок, каковы, например, «Леандр и Изабелла», «Le Loup garou», «Погонщик мулов», «Рынок в Помпее», «Кампанья» и др. Кроме того, рисовал для разных изданий и альбомов.
Впоследствии переключился, главным образом, на поэзию и беллетристику, был соавтором нескольких драматических произведений своей матери.
Из произведений Мориса Санда было высоко оценено сочинение об актёрах и мимах итальянской комедии: «Masques et bouffons» (1859, с собственными рисунками). Ему принадлежат: «Six mille lieues à toute vapeur», «Callirhoé», «Raoul à la Chastre», «Le Monde des papillons» (с собственными рисунками), «Le Coq aux cheveux d’or», «Miss Mary», «Mademoiselle de Cérignan», «L’Augusta», в ком. «Les Don Juan de village» (вместе с матерью). В 1880 году издал «Catalogue raisonné des lépidoptères du Berry et des Auvergnes».

## Источник
- А. И. Сомов. Занд, Морис // Энциклопедический словарь Брокгауза и Ефрона : в 86 т. (82 т. и 4 доп.). — СПб., 1890—1907.